# Callimetopus siargaonus
Callimetopus siargaonus là một loài bọ cánh cứng trong họ Cerambycidae.